# HUG! 光之美少女
《擁抱！光之美少女》（日语：HUGっと!プリキュア）是由東堂泉製作的魔法少女動畫，「光之美少女系列」第十五作，第十三代光之美少女。2018年2月4日於朝日電視台開始播放。

## 故事簡介
主人公野乃花是個想成為大姐姐的冒失女孩，有一天碰到了不可思議的嬰兒及照顧嬰兒的倉鼠妖精－哈利哈姆·哈利，這時「黑暗明日社」的敵人召喚了怪物襲來，小花因保護嬰兒的意念，變身成喝采天使參戰。為了保衛大家的未來，守護重要的事物以及小女嬰抱抱，喝采天使的戰鬥正式開幕。

## 登場人物
※注意：部分名字及用詞尚無正式中文譯名，有關翻譯暫以劇中解釋為準。

### 光之美少女（Precure）

#### 本作的光之美少女
野乃花／喝采天使（Nono Hana／Cure Yell）
配音：引坂理繪（日本）；黃玉奇→楊詩穎、林沛笭（ALL STARS F）（台灣）；楊樂瑤（ViuTV 、ALL STARS F）（香港）
形象顏色：  粉红色
新學期轉學的未來學園女子中學2年級生，13歲。與同齡的同學們相比像個小孩子，以成為能幹的成熟大姐姐為目標。擁有能夠面對任何挑戰的勇氣，但卻時常以失敗收場，最喜歡的是蛋料理。故事開始時因為自己修剪髮型剪歪，而呈現奇怪的斜型瀏海。出生日期為1月20日，水瓶座。
口頭禪是「加油加油（加油對象）！」和「不是吧！」。
於第1話中在親眼看到了抱抱與哈利哈姆·哈利遭到查拉利特及其召喚的終結怪襲擊時，為了保護兩人她成功的喚醒了自己內心裡的明日能量，令其獲得了粉紅色未來水晶及光之心，變身成為喝采天使將查拉利特擊退。
於第31話中以前就讀學校「閃亮之丘學園」看見同班同學繪里遭受著其他同學的校園霸凌時，及時站出來怒斥了那些人的無恥行徑從而保護了繪里，但也因此讓小花在閃亮之丘學園裡再也無處容身而不得不轉學。
於最終話的2030年創建了名為閃亮明日社（アカルイアス社，標誌為AA）的時尚品牌，成為社長，仍留著斜型瀏海造型，且已懷孕，最後誕下一女，並取名為「保美（はぐみ）」，女兒和抱抱長相有些相同。
變身咒語為「未來水晶！閃爍心靈！」。
變身口號為「抱緊閃亮的未來！！為大家加油！充滿活力的光之美少女！喝采天使！」。
團體口號為「擁抱！光之美少女」。
日語的「エール」一詞既可以指的是源自英語的Yell（「喝采」之意），也可以指的是源自法語的Aile（「翅膀」之意）。
喝采天使的形象是以啦啦隊及花卉商販為原型。
片頭曲中的角色代表花為粉色非洲菊。
早在前作《光之美少女：食尚甜心》最終話當中先行登場。
- 個人技

真心為你（Heart for You）
按下光之心上的按鍵之後，兩手的手環變成彩球，一邊加油打氣，一邊畫出巨大愛心，最後擊出巨大的粉紅色愛心光波，淨化敵人。
花朵射擊（Flower Shoot）
按動喝彩指揮棒上的粉色與紅色按鍵之後，釋放出一道玫瑰形粉紅光波攻擊敵人。
藥師寺紗綾／聖潔天使（Yakushiji Saaya／Cure Ange）
配音：本泉莉奈（日本）；劉如蘋（ALL STARS F）（台灣）；（ALL STARS F）（香港）
形象顏色：  藍色
小花的同班同學，同時也是班長，對任何人都很溫柔，是有如天使般的少女，被周圍認識的人稱她為「學園的天使」。成績極為優秀。母親是知名女演員，本身也是曾經著名的童星，過去以「蔬菜少女紗綾」的身份出道，並因其所唱的蔬菜之歌而家喻戶曉，但她對自己不懂真正想要做什麼而感到煩惱，最喜歡的是辛辣的食品，最尊敬的人物是加尔各答德肋撒修女，另外也是個工具愛好者。出生日期為6月10日，雙子座。
於第2話中在親眼見到同班同學野乃花變身成為喝采天使與查拉利特及終結怪戰鬥時令她大吃一驚，接著她在回想起了小花之前曾對自己說過的那一番加油鼓勁的話語之後成功的喚醒了自己內心裡的明日能量，令其獲得了藍色未來水晶及光之心，變身成為聖潔天使幫助喝采天使將查拉利特擊退，也是在這一話中她也加入到照顧抱抱的行列當中。
於最終話的2030年實現夢想成為醫生，將少女時期的長髮剪短並佩戴著眼鏡，與達伊剛一起替懷孕的小花接生。
變身咒語為「未來水晶！閃爍心靈！」。
變身口號為「抱緊閃亮的未來！！治癒大家！充滿智慧的光之美少女！聖潔天使！」。
團體口號為「擁抱！光之美少女」。
「Ange」為法語的「天使」之意。
聖潔天使的形象是以護士及修女為原型。
片頭曲中的角色代表花為百合。
- 個人技

心之羽盾（Heart Feather）
按下光之心上的按鍵之後，兩手畫出一個藍色的愛心圖案，變成一個心型盾牌。
除了防禦，也可以投擲出去攻擊敵人。
羽翼爆破（Feather Blast）
以撥動豎琴的指法按下聖潔豎琴上的按鍵之後，聖潔天使背後會長出水色的羽翼，接著揮舞聖潔豎琴，羽翼便會化為無數光彈射出。
輝木譽／星辰天使（Kagayaki Homare／Cure Etoile）
配音：小倉唯（日本）
形象顏色：  黄色
小花的同班同學，曾為體育專長班學生，後轉入普通班，是個處事冷靜、優雅成熟的少女。曾經是花式溜冰選手中的明星，但經歷失敗後遠離了花式溜冰的活動。小時候髮型為束馬尾長髮，數年後自行修剪至中性短髮至今。與小花等人相遇之後，重新萌生強烈的心情希望能夠再次展翅高飛，最喜歡的是可愛的東西以及冰淇淋，最害怕的是看恐怖電影。出生日期為4月8日，白羊座，身高163公分。對哈利有好感。
口頭禪是「很帥對吧」。
於第3話中在親眼看到了小花與紗綾以光之美少女的身份與查拉利特及終結怪戰鬥時，她的內心里也燃起了想要成為光之美少女的強烈渴望。
然而在第4話中當她嘗試喚醒自己內心裡的明日能量並看到黃色未來水晶出現在自己面前，想要跳上去獲得時，她突然回想起自己之前在一次花式溜冰比賽中起跳失敗摔傷大腿的往事，令對那件事留下了嚴重心理陰影的她無法起跳獲得黃色未來水晶及變身。緊接著在第5話想起了小花的鼓勵之後振作起來而成功獲得了黃色未來水晶及光之心，變身成為星辰天使幫助喝采天使及聖潔天使將查拉利特擊退，也是在這一話中她也加入到照顧抱抱的行列當中。
因在第5話中小譽曾被查拉利特點破「長高後就無法跳躍成功」的事實，故可推測小譽可能是遭遇了發育關，進而導致在大賽中跳躍失敗而受傷。
第25話中得知她父母在她很小的時候就離了婚。
於最終話的2030年仍為現役花式溜冰選手且重新將頭髮留長，贏得了金牌，在小花生產時進入生產室陪產。
疑似很在意哈利的事情，第25話中在得知後者過去的經歷並面對著被比辛強行變成終結怪的後者時更是以一己之力讓後者重新清醒過來。
第32話意外和哈利一同進入會反映當事人心理的VR世界，從中得知哈利心有所屬，回到現實後選擇保密，決定等哈利自己願意說出來的那天到來。（哈利並無在VR世界中的記憶，小譽覺得自己在這種情況下得知此事「太不光明正大」了。）
第43話中一度對這份不會有結果的心意感到迷惘，之後決定向哈利表白，也得到意料之中的回覆，雖確定失戀卻也高興哈利願意據實以告。隨後在比賽中，不再為其他事所煩擾而豁然開朗的小譽完美發揮，並成功落冰一個漂亮的四周跳，順利奪金。對此段戀情小譽的看法是雖然沒有結果，但並非毫無意義，自己所經歷的一切皆會成就自己，使自己閃閃發亮。
於最終話2030的未來再度留長頭髮並再度奪金，然後與帕普露偶遇，之後到醫院目睹小花出產並在身邊打氣。
繼《Yes! 光之美少女5》之水無月香戀後第二位曾經無法順利得到變身道具的光之美少女，但最後成功變身。
變身咒語為「未來水晶！閃爍心靈！」。
變身口號為「抱緊閃亮的未來！！大家一起閃耀吧！充滿力量的光之美少女！星辰天使！」。
團體口號為「擁抱！光之美少女」。
「Etoile」為法語的「星星」之意。
星辰天使的形象是以空服員及運動員為原型。
片頭曲中的角色代表花為洋桔梗。
- 個人技

心之星光（Heart Star）
按下光之心上的按鍵之後，兩手將圍繞在自己周圍的無數金黃色星星能量回轉聚集成愛心形，再變出一條星狀鎖鏈，束縛敵人。
也有作為攻擊技能的用法。
星光突擊（Star Slash）
吹響星辰長笛後，星辰天使回轉身體，製作出一個橙色的星星，接著星辰天使跳上跳上星星，衝擊敵人。
通常會製造出三個，所以劇中也出現過跟同伴一同騎上星星攻擊的畫面。
愛崎惠美瑠／摯愛天使（Aisaki Emiru／Cure Macherie）
配音：田村奈央（日本）
形象顏色：  红色
第9話登場，小鳥的好友兼同班同學，但因為瞎操心的關係而常做出極誇張的舉動，讓身為好友的小鳥相當擔心她。出生日期為7月15日，巨蟹座。
愛吃櫻桃，喜歡唱歌及彈奏電吉他，另外不喜歡被人照顧。
出身於音樂世家，家境極其富有，是大型企業「愛崎康采恩」的千金小姐。向哥哥正人隱瞞彈奏電吉他的事實。
由於自幼生長於音樂的環境下及進行相關的培訓的緣故，使得她擁有優秀的絕對音感。
自第9話事件後便開始相當崇拜光之美少女，甚至打扮成光之美少女並自稱為「惠美瑠天使」，更在第20話因為看到小花為了紗綾和小譽的夢想一個人與終結怪戰鬥時深受感動，從而令其成功獲得了紅色未來水晶及光之心並正式升格變身為摯愛天使，與露露變身成的愛神天使一起將帕普露擊退。
於第17話發現小花她們的光之美少女身份，之後在第18話更通過小花她們的講述以及自己親眼目睹下，得知好朋友露露是仿生人。
於第41話因為聽到露露要返回未來一事，不但大受打擊一度失聲無法說話，同時也讓自己跟露露的未來水晶都消失，但最後在眾人的幫助下成功恢復並恢復未來水晶。
於最終話的2030年的成為大明星吉他手，並與露露一起唱著當初的歌。
繼《光之美少女：美樂天使》的調邊亞子和《DokiDoki! 光之美少女》的圓亞久里後第三位小學生身份的光之美少女，也是首位並非來自異世界的光之美少女，其原因是本身就是「地球人類」。
與其他光之美少女不同，摯愛天使的光之心是裝在右邊。
變身咒語為「未來水晶！閃爍心靈！」。
變身口號為「抱緊閃亮的未來！！最喜歡大家！充滿愛的光之美少女！摯愛天使！」。
團體口號為「擁抱！光之美少女」。
摯愛天使的形象是以偶像為原型。
「Macherie」為法語的「親愛的」之意。
片頭曲中的角色代表花為紅色大麗菊。
- 個人技

心之歌（Heart Song）
按下光之心上的按鍵之後，兩手釋放出一個紅色心形光波，淨化敵人。
摯愛流行樂（Macherie Pop'n）
短暫彈奏雙子愛心吉他之後，從紅色的愛心形圖案上跳起，射出巨大的紅色愛心，若敵人將其吃下的話將會喪失戰鬥力。
露露・艾莫爾／愛神天使（Ruru Amour／Cure Amour）
配音：田村由香里（日本）
形象顏色：  紫色
黑暗明日社鮮場部市支社的工讀生，外表長相為身著紫黑相間緊身衣及黑色披風、留有一頭紫色長髮的仿生人少女，編號「RUR-9500」。外出行動都以駕駛UFO為主。出生日期為9月23日，天秤座。可以說是特勞姆博士的女兒。
性格冷酷、沉默寡言、而且目無表情，擁有非常強大的分析和計算能力，同時也具有極其驚人的記憶力、運動細胞與武力，經常向同僚提供有關未來水晶的情報。
第5話時將查拉利特隱瞞光之美少女出現的事上報給董事長秘書利斯托爾，使得查拉利特遭到質詢。
第7話時執行出擊任務，對光之美少女們的情況了如指掌。
第12話為了理解光之美少女的力量而竄改野乃堇的記憶（之後在第18話改回），成為野乃家的居客，並於第13話以外國轉學生的身份轉入小花所在的班級。
第15話初遇惠美瑠，進而第一次認識人類的「音樂」，並與惠美瑠建立朋友關係。
第16話中她受帕普露的指示趁小譽不注意時偷走了後者的光之心企圖令其無法變身，但後來在看到小花和紗綾陷入危機之時她改變主意將光之心還給了小譽，也因為這一舉動她被當成黑暗明日社的叛徒遭到了帕普露的攻擊而身受重傷暫停運作並被帕普露抓回了總部，甚至在光之美少女的面前露出原形，而在被帕普露打傷之前的最後一刻她更是用盡全力拼死將小花推開以保護後者免遭帕普露攻擊的波及。
緊接著在第17話中她遭到利斯托爾與帕普露兩人刪除除了與光之美少女有關的戰鬥數據以外的所有記憶，並以機器人型態與光之美少女開戰，最後在光之美少女的喚醒下恢復記憶，並且成功地擺脫帕普露的控制，之後在抱抱的安慰下放聲大哭。
第20話因為看到小花為了紗綾和小譽的夢想一個人與終結怪戰鬥時深受感動，從而令其成功獲得了紫色未來水晶及光之心，不只與惠美瑠一起正式升格，也正式從原本為黑暗明日社的身分蛻變為光之美少女，成為愛神天使，與惠美瑠變身成的摯愛天使一起將帕普露擊退。
在第41話決定要重返未來，但也讓惠美瑠大受打擊一度失聲，之後也對於自己要跟大家離別與不捨感到痛苦而跟著大家崩潰欲絕。
最後在最終話正式與眾人（包括惠美瑠）告別，並與小抱（明日天使）和哈利正式重返未來。
在2030年的未來，「身體和心智都會成長的仿生人—露露」誕生，雖型號與原本的露露稍微不同，外型也較年幼，且沒有原本的露露的記憶，不過露露與惠美瑠某種程度上終於在未來再會了。
繼《光之美少女：幸福精靈Fresh!》的伊絲、《光之美少女：美樂天使》的賽蓮和《GO! 光之美少女公主》的黛維萊德後第四位由反派倒戈的光之美少女，也是首位非日式姓名及由仿生人變身的光之美少女。
愛吃苦巧克力。
變身咒語為「未來水晶！閃爍心靈！」。
變身口號為「抱緊閃亮的未來！！最喜歡大家！充滿愛的光之美少女！愛神天使！」。
團體口號為「擁抱！光之美少女」。
愛神天使的形象與摯愛天使同樣也是以偶像為原型。
名字源自於英語的「規則（Rule）」之意，而「Amour」為法語的「愛情」之意。
片頭曲中的角色代表花為紫色大麗菊。
- 個人技

心之舞（Heart Dance）
按下光之心上的按鍵之後，兩手釋放出一個紫色心形光波，淨化敵人。
愛神搖滾樂（Amour Rock 'n' Roll）
短暫彈奏雙子愛心吉他之後，回轉身體，射出大量紫色愛心光彈，若敵人將其吃下的話將會喪失戰鬥力。
- 合體必殺技

光之美少女 三重奏響宴（Precure Trinity Concert）
第11話登場。將玫瑰、海藍、橙色三顆未來水晶安裝在旋律聖劍上並演奏出美妙的音樂，出現粉紅色的高音譜號、水色的豎琴和黃色的長笛圖案後，射出巨大的彩虹光束，將敵人包圍在一棵巨大的開滿鮮花的大樹之中進行淨化。
雙子愛心搖滾波（Twin Love Rock Beat）
第22話登場。將口紅、紫羅蘭兩顆未來水晶安裝在雙子愛心吉他上並演奏出激昂的音樂後，向敵人射出兩道巨大的紅色與紫色的愛心形能量體，淨化敵人。
光之美少女 歡樂攻擊（Precure Cheerful Attack）
第31話登場。將歡樂未來水晶安裝在未來平板電腦上，使之轉換為紀念天使時鐘後，五位光之美少女加上小抱變身為歡樂型態，並對紀念天使時鐘充入大量的明日能量，最後射出六色花朵光束，淨化敵人。
光之美少女 全心為你（Precure All For You）
第37話登場。將55位光之美少女的力量注入到未來手鐲之後，射出巨大的金黃色光波，淨化敵人。
大家明天見（Tomorrow with Everyone）
第39話登場。將聖母之心未來水晶安裝在未來平板電腦上，使之轉換為紀念天使時鐘後，六人變身為聖母之心型態並佩戴光之美少女未來手鐲，輪流說出「擁抱光之美少女，此刻聚集於此，One For All，All For One，我們是光之美少女，為明天獻上喝彩，Go Fight」的話語，召喚出巨大的金色聖母姿態，擁抱敵人，進行淨化。
第48話時加上鎮內所有其他光之美少女的力量加以施放。

#### 交接的光之美少女
星奈光／星空天使（Hoshina Hikaru／Cure Star）
配音：成瀨瑛美（日本）；李珮嘉（台灣）；吳茵（香港）
形象顏色：  粉红色
星光閃亮☆光之美少女主角，於最終話登場。劇中變身成星空天使替喝采天使和抱抱張開星型護盾擋下兇猛終結怪的攻擊，解除變身後得到印上抱抱照片的星彩筆，結局發現河童並沿著河流追趕。結尾曲後的交接儀式中抱著芙娃登場並與喝采天使正式交接。

#### 友情客串的光之美少女
在第37話裏曾出現大量不同糸列的光之美少女成員（有關詳細內容請查閱光之美少女角色列表）

### 精靈
哈利哈姆・哈利（Harryham Harry）
配音：野田順子（倉鼠形態）、福島潤（人類形態）（日本）
來自未來世界哈利哈利地區，操著關西口音的倉鼠精靈，脖子上有個類似金色項鏈的拘束器，與抱抱一起出現在小花面前，隨身攜帶著一個多功用的手提箱，光之美少女們所使用的道具都從此處拿出，也可用作抱抱的嬰兒車。變身成人類時的樣貌是個紅髮帥哥。最討厭有人稱自己為老鼠。
以人類身份活動時，經營著一家名為「哈利時裝（Beauty Harry Shop）」的小店。
為了逃離並拯救被黑暗明日社抹殺掉的原本世界的未來，帶著抱抱穿越時空，從未來來到小花居住的世界。
第23話中揭露他瞞著一眾光之美少女偷偷地保護著非常重要的白色未來水晶。
第25話透過比辛之口得知他原本是黑暗明日社的社員，當時他曾經與比辛、利斯托爾一起被發掘進黑暗明日社並被改造。
有兩次因解除拘束器而成為暴走型態，前次於第25話遭比辛破壞拘束器而成為暴走型態，但最後因為小譽的心靈解讀而清醒過來並在之後被「光之美少女 三重奏響宴」淨化恢復正常。後次於第47話為了恢復利斯托爾的清醒與良知，不惜自行破壞了拘束器，最後因耗盡體力而自行恢復正常。
第39話最終揭開哈利之所以與利斯托爾、比辛等加入黑暗明日社的原因是因為誤聽信了黑暗明日社花言巧語般許諾會拯救哈利身患重病的整個族群的謊言。
第43話得知小譽對自己的心意，對此哈利明明白白地表示無法接受小譽的心意不是因為要回未來，而是自己也有想表明心意的對象，所以不能曖昧不清地回覆小譽。在隨後的比賽中於觀眾席用力揮舞著自己徹夜為小譽製作的應援旗幟為其加油。
在最終話正式與眾人告別，並與露露、抱抱（明日天使）正式重返未來。
在2030年的未來，與利斯托爾和比辛以精靈型態窩在小譽養的小貪吃鬼的尾巴中。
在「アニメージュ 2019年3月号」的訪談中，內藤表示會說人話且能變身成人型的哈利哈利族並非人工產物，但由於2030年是近未來，所以也無法用進化說明，因此請將他們當成存在於世界上某個角落的不可思議生物。
抱抱／明日天使（Hug-tan／Cure Tomorrow）
配音：多田好（日本）
形象顏色：  粉红色，  白色
未來世界的光之美少女之一，第40話說明（前述角色們才得知）在故事開始前因為受到使用白色未來水晶力量穿越時間的影響導致身體縮小變成如今的嬰兒狀態並從天空突然掉落至小花面前。
擁有感知與吸收明日能量的能力，活力狀況會隨著明日能量的強弱而改變，外出時以嬰兒背帶或嬰兒車為主。
最喜歡的是牛奶以及光之美少女們。出生日期為10月21日，天秤座。
在第10話中她為了保護因為內心彷徨而無法變身的小花而主動獻出了自己幾乎全部的明日能量打敗了終結怪，直接導致她幾乎體力耗盡陷入了沉睡……
在第11話時對小花叫「媽媽」。
在第12話時長出了乳齒。
第15話突然地喊出小譽和紗綾的名字，但隨後被過於興奮的小花嚇到放聲大哭。
第21話結尾時用自己的神奇力量將《光之美少女》（初代）的兩位主角——美墨渚／黑天使與雪城穗乃香／雪天使召喚到小花等人面前，第22話結尾再次用神奇力量將這兩人重新送回了原來的世界。
第36話中她因為察覺到特勞姆博士要對《光之美少女：食尚甜心》的成員不利，於是將她們召喚到小花等人面前。
第44話結尾她甚至將聖誕老人從天而降召喚到小花等人面前。
第46話結尾她不幸被喬治・庫萊亞抓走。
第48話被小花救回。
最後在最終話正式與眾人告別，並與露露和哈利哈姆・哈利正式重返未來，同時也恢復原本的模樣。
她與2030年的保美（はぐみ，小花的女兒）長相有些相同，從長相跟名字來看抱抱很有可能就是另一個時間線的保美。
說話時總是帶有口癖「抱抱（はぎゅ～）」。
名字源自於英語的「擁抱」之意。
繼《FRESH光之美少女！》的希風、《DokiDoki! 光之美少女》的艾艾與《魔法使 光之美少女！》的小哈／花海言葉之後第四位嬰兒精靈。

### 黑暗明日社（，Criasu Co., Ltd.）
以消滅未來（令時間停止流動）為終極目標，將所有人的光輝未來變成黑暗的邪惡組織。曾將哈利與抱抱的世界的未來毀滅掉，追尋著從另一個世界逃離的白色未來水晶來到小花等人的世界。該組織的據點為一座位於城市內的外貌極其陰森恐怖的摩天大樓，成員們渴望達成組織所交付的業績。
組織社員想要執行任務時，必須向董事長提出書面請示書，並得董事長的蓋章後方可出擊，另外，執行任務失敗的話，也必須提出檢討悔過書。
成員之間的感情很差，經常勾心鬥角，還帶有競爭意識，但最終隨著幹部一個一個被淨化，加上最終決戰以及大戰結束後的影響下，全員彼此和睦相處。
社員們持有著能檢測出強烈暴躁能量的特殊儀器。
最後所有社員於第47話與光之美少女一起並肩作戰。
最後在第48話因為首領喬治・庫萊亞消失而徹底覆滅。
最終話除社長不知所終外，所有社員皆搭乘特勞姆博士的機器重返未來。

#### 首領
喬治・庫萊伊／庫萊伊董事長（George Cry／President Cry）
配音：森田順平（日本）
黑暗明日社的董事長，分身外貌為全身漆黑的身體外加一雙邪惡的紅色眼睛。
性格陰沉，每次在小花面前出現時脫口說了一些疑似預言的話。
以消滅所有人的光輝未來為目標，向黑暗明日社的全體社員下達了奪取明日能量的結晶「未來水晶」的命令。
自稱想建立人們笑口常開，開滿鮮花的理想國，然而採用的方法卻是把人們停在笑著的那一瞬間，讓他們不會再有新的痛苦。
多次以模糊身影透露出他疑似為黑暗明日社幹部帕普露的約會對象，直到第22話才正式確認。
第8話結尾時以真身出現在小花面前，手持著一本極為奇異的書，並稱書中講述了某個充滿希望的世界的故事。
於第23話時透過哈利得知其真實身份及真名，並在表明身份後搶走光之美少女們所持有的所有未來水晶及抱抱同時將人類世界的時間給停止住，但最終因為小花及時聽到了抱抱即將要被他抓走時的哭聲而拼死抵抗擺脫了他的控制並奪回了被他搶走的未來水晶及抱抱，他的陰謀這時才以失敗告終。
第46話出現在小花搭乘的電梯中欲贈與小花金槌花花束（金槌花的花語為「永遠的幸福」），並與之交談，但交談結果是確定兩人理念不合，花束也被小花拒絕。
於第46話開始向人類世界發動全面進攻並在該話結尾抓走了抱抱。
從第46話喬治的記憶畫面中可看出他認識未來的小花，但由於擔綱人物設定的川村敏江曾在訪談中提到該名大人姿的小花是「『轉學前頭髮還長時』的小花的成長版」，和現在的小花相比可以說是不同世界線的存在。
最終於第48話將自己內心的暴躁能量暴走化，之後強制超獸化企圖消滅光之美少女及毀滅全世界，被紀念天使時鐘強化及獲得了所有小鎮居民聲援力量後的光之美少女和抱抱使出合體必殺技「大家明天見」徹底淨化，隨後小花跑進了即將崩塌的黑暗明日社，見到了他。小花對喬治說：「跟我走吧！前往未來！」但是喬治卻表示不行，因為自己不相信未來，對此小花的回覆是「如果你真的不相信未來，為什麼會一直對我說『再見』？」語畢便從背後抱了喬治，聞此言後喬治流下了眼淚，對小花說：「妳真的是個優秀的女孩子。」之後消失在小花的眼前，原本所在之處只留下一枝金槌花。
之後在最終話拿著鐘錶在某片沙漠之中行走，最終下落不明，不過在2030年有疑似自己的身影。
繼《Happiness Charge 光之美少女！》的幻影女王、《KiraKira☆光之美少女 A La Mode》的諾瓦／艾利西歐後第三位確定為人類的反派首領。
名字源自於日語的「經常」、「黑暗」及英語的「哭泣」之意。

#### 高層
最後在第47話正式解散，特勞姆博士以一般人的身分生活，利斯托爾則以原本精靈的身分生活（仍然可以變身成人類的模樣）。
特勞姆博士（Dr. Traum）
配音：土師孝也（日本）
黑暗明日社董事長的顧問，第23話登場並執行出擊任務，外表長相為身著綠色燕尾服並戴黑色高筒禮帽的老年男紳士，職位比利斯托爾為高。
性格心狠手辣，口蜜腹劍，沒有「同伴」的概念，但內心也有溫柔的一面，是個發明家。為了替黑暗明日社清理門戶和實現達伊剛「5分鐘之內結束」的預言而偷襲達伊剛使其「死去」，不僅如此，甚至還將達伊剛召喚的終結怪改造成凶猛終結怪。
於第27話中更是揭露出他竟然是露露的製造者。
於第36話中委託布比製造了一件能夠將時間停止的可怕武器，用其將所有光之美少女所在的世界的時間停止，令她們陷入了空前的大危機……
最終於第37話中將自己內心的暴躁能量強制暴走超獸化變成巨型終結怪企圖消滅光之美少女，被光之美少女使出合體必殺技「光之美少女 全心為你」徹底淨化，期間得知其為露露・艾莫爾的父親，內心很喜歡露露，並很懷念過去和露露在一起的時光，在淨化後為自己的所做所為向露露道歉，並得到了露露的原諒。
於第39話結尾重生後突然來到哈利時裝，向光之美少女眾人公開自己露露父親的身份，令眾人大為震驚。
於第40話揭露出特勞姆博士是在自己的女兒去世之後為了排解自己對失去女兒的悲傷這才製造出了機器人露露。
於最終話與前暗黑明日社所有員工重返未來，並在2030年的未來製造出「身體和心智都會成長的仿生人—露露」。
名字源自於英語的「創傷」（Trauma）及德語的「夢」（Traum）之意。
利斯托爾（Ristle）
配音：三木真一郎（日本）
黑暗明日社的董事長秘書，外表長相為身著藍色西裝肩披黑色披風的高個子中年男子。第32話證實其真身是隻松鼠精靈，第39話得知她與哈利、比辛都是來自未來世界哈利哈利地區的居民。
負責接收社員的請示書，並從中挑選出擊社員給董事長蓋章。
性格極端嚴酷，對下屬的任何失敗行為均會予以嚴厲的訓斥及處分，但對比辛非常溫柔，像哥哥一樣關懷比辛。跟比辛一樣曾經是哈利的夥伴。
第17話與帕普露一起修改露露的記憶。
第20話與第21話中顯示是他負責在幕後操控庫萊亞董事長的傀儡黑影對成員們下達命令，後於第23話中正式確認。
於第33話中首次執行出擊任務，企圖招聘安理加入黑暗明日社，但因為後者堅決拒絕而未遂。
於第38話中突然出現在達伊剛面前，向後者表示如果重新返回黑暗明日社的話考慮將他提升為特別室長。
於第39話中企圖襲擊哈利與抱抱，但被「大家明天見」擊敗狼狽撤退。
第42話完全被洗腦。
第47話在被暴走化的哈利主動擁抱並被後者感知其痛苦之後他最終恢復了清醒與良知，並與小譽一起擁抱比辛感知後者的痛苦。
於最終話與前暗黑明日社所有員工重返未來。
名字源自於日語的「裁員」之意。

#### 鮮場部（あざばぶ）市分公司

##### 舊體制
最後在第24話正式解散，露露成為光之美少女，其餘三人組成藝能事務所「MMA」。
達伊剛（Daigan）
配音：町田政則（日本）
黑暗明日社鮮場部市支社的部長，外表長相為身著綠色西裝佩戴眼鏡的肥胖中年男子。
初期幾名社員中對達成業績返回總部這個目的最積極的人。
性格極端不知天高地厚，暴躁又目中無人，狂言黑暗明日社若是能派自己執行出擊任務的話，5分鐘之內就能搞定光之美少女。
於第23話正式出擊，但沒多久就被其同僚特勞姆博士從背後偷襲而身受致命傷，聖潔天使曾嘗試治癒，但最終仍然敗退。
第24話的片尾出現，證明仍然生存及加入了帕普露的藝能事務所工作，性格與從前相比有很大的轉變，並向紗綾當時治療自己的恩情致謝。
第38話中他因為對自己現在在帕普露的藝能事務所里的工作待遇感到不滿再加上突然出現在自己面前的利斯托爾的煽動與蠱惑，他曾一度重操舊業製造兇猛終結怪企圖襲擊萬聖節派對，但最終被「光之美少女 歡樂攻擊」淨化再度恢復正常，之後被帕普露教訓一頓。
於最終話2030年成為紗綾的護理師輔助她替小花接生。
名字影射「團塊世代」之意。
帕普露（Papple）
配音：大原沙耶香（日本）
黑暗明日社鮮場部市支社的課長兼露露的上司，外表長相為身著黑色貂皮大衣梳著紫黑相間劉海的性感美女，手裡總是拿著一把扇子。外出行動都以搭出租車為主。
性格騷氣十足，連說話也都充斥著大量日本泡沫經濟時期的用詞用語，另外最討厭別人浪費掉她的時間。
第6話時因查拉利特的連續失敗，使得她取而代之地執行出擊任務。
第7話時以要去約會的關係而將出擊任務交給露露替她執行。
第11話時利用查拉利特實行打倒光之美少女奪取未來水晶的計劃。
在露露混入人類世界時暗中觀察，直到第16話發現露露的反叛行為而出手襲擊，並將暫停運作的露露帶走。
第17話與利斯托爾聯手修改掉露露的記憶，並讓改造後的露露與光之美少女展開戰鬥，但之後因露露被恢復記憶且擺脫控制的事情相當傻眼，並在其反擊下狼狽撤退。
第20話時嘲諷露露說仿生人居然想成為光之美少女，認定露露的想法根本是癡人說夢，但在愛神天使誕生後傻眼。
第22話為了達到自己的目的，不惜變成終結怪，最終被惠美瑠跟自己的下屬露露以合體必殺技「雙子愛心搖滾節拍」徹底淨化。
之後第24話成為查拉利特的經理人，開辦了藝能事務所。
於最終話重返未來後，與小譽在機場中偶遇。
名字影射「日本泡沫經濟」之意，造型上也是泡沫經濟時期常見的裝扮。
查拉利特（Charalit）
配音：落合福嗣（日本）
黑暗明日社鮮場部市支社的股長，外表長相為身著黑黃相間T恤及灰色長褲、金髮棕皮膚的不良男青年，自稱為「本少爺（オレちゃん）」。
個性輕浮，對嬰兒的哭聲感到不愉快以及對洋溢著夢想與希望的場所抱持著極端的仇視。
第1話時在交付請示書下得以執行出擊任務，但因接二連三的失敗使得其職位在第6話時遭到降級，甚至所擁有的辦公桌也被移至倉庫內。
第11話時在帕普露的計劃下被迫注入大量的暴躁能量變成終結怪，並在街上到處作亂，最終被「光之美少女 三重奏響宴」徹底淨化，第12話改邪歸正並成了直播主，甚至第24話與光之美少女等人一起享受夜間泳池的樂趣，也得知他加入了帕普露開辦的藝能事務所。
第27話在家庭生活中心「HuGMaN」打工，並透過與抱抱的親密擁抱克服掉了對嬰兒的反感心理。
於最終話重返未來後，以小學生姿態出現。
名字源自於日語的「輕浮男」與和製英語的「上班族」兩詞的混合。
露露・艾莫爾（Ruru Amour）
詳情請參照#光之美少女（Precure）。

##### 新體制
最後在第47話正式解散，以一般人的身分生活，至於碧歆則以原本精靈的身分生活（仍然可以變身成人類的模樣）。
婕洛絲（Gelos）
配音：甲斐田裕子（日本）
第18話登場並於第19話執行出擊任務的黑暗明日社新幹部，外表長相為身著紅黑相間旗袍及黃色外套，梳著一頭紅綠相間短髮的年輕女子，說話時總是夾雜英語詞句。
表面看起來妖艷迷人，但實際上其性格卻歹毒如蛇蝎，對友情和愛這樣的情感抱持著咬牙切齒的極端仇視，暗中調查光之美少女的行動。
雖然她與露露同樣來自黑暗明日社，但露露卻表示自己還是黑暗明日社社員的時候並不知道她的存在。
於第21話中被黑暗明日社總部調任到鮮場部市支社工作，並在之後的第24話中被任命為黑暗明日社鮮場部市支社的總經理。
於第31話會見庫萊亞董事長時表明打算解僱津津和塔克米。之後發現他們擅自盜取特勞姆博士的試作型發明品到處搗亂時，憤而將他們強行合體超獸化作為懲罰，並向光之美少女表明他們只是名為同伴事實是為上司工作至死的奴隸。
於第34話中因為身邊的人一個個離開，陷入孤獨而暴走化，整體造型變得像是重金屬搖滾樂歌手一樣，性格也扭曲到毫無理性可言。
於第45話中將特勞姆博士的試作型發明品吞入身體中強制超獸化企圖消滅光之美少女，最終被「大家明天見」徹底淨化，之後與先前同樣被光之美少女淨化的前下屬津津和塔庫米一起歡度聖誕節。
最終話重返未來後以小學生的姿態出現，與查拉利特、津津、塔庫米玩在一起，並說自己的夢想是「創建一家像那樣（閃亮明日社）一樣厲害的公司」。
名字源自於英語的「迷惘的一代」（Lost Generation）與「妒忌的」（Jealous）之意。
津津（Jinjin）、塔庫米（Takumi）
配音：小島義雄、山田路易53世（髭男爵）（日本）
第24話登場並執行出擊任務的黑暗明日社新幹部，一直跟隨在婕洛絲身後的兩名身著紫色西裝、佩戴眼鏡的青年男性手下，長著粉紅色短髮的為津津，長著灰色短髮的為塔庫米。
兩人均為最愛寫檢討書跟加班的社畜。
於第31話因為擅自盜取特勞姆博士的試作型發明品到處搗亂而遭杰洛絲強行合體超獸化作為懲罰，最終被「光之美少女 歡樂攻擊」徹底淨化。
之後於第34話得知兩人淨化之後分別成為了賣烤番薯的小販（塔庫米）以及建築工人（津津）。
於第45話中為了阻止婕洛絲繼續破壞，兩人更是挺身而出幫助光之美少女淨化杰洛絲。
於最終話重返未來後，以小學生的姿態出現
名字分別源自於日語的「人事」及「上工」之意。
碧歆（Bishin）
配音：新井里美（日本）
第23話登場的黑暗明日社新幹部，外表長相為身著紅藍相間僵屍服裝、佩戴棕色毛皮圍巾、長著一頭白色短髮的少年。第32話證實其真身是隻果子狸精靈，第39話得知她與哈利、利斯托爾都是來自未來世界哈利哈利地區的居民。
性格極端兇殘，具野獸氣質，自稱能夠摧毀世間一切，也因其力量實在太過於強大，初登場時被關押在黑暗明日社總部的一處秘密監獄裡，直到被利斯托爾放出為止。
於第24話中被任命為黑暗明日社鮮場部市支社的客服專員。
於第25話中執行出擊任務，並得知他為昔日曾經與哈利一起在未來生活過的夥伴，之後與哈利一起被庫萊亞董事長發掘進了黑暗明日社並被後者進行了改造，同話中他當著眾光之美少女的面強行將哈利變成終結怪企圖消滅光之美少女，但其陰謀最終因為小譽的心靈解讀令哈利清醒而破產，不過之後在狼狽逃走之前他仍然不忘向哈利表示要將後者重新拉回黑暗明日社。
多次被哈利拒絕，對哈利有著非常強烈的病嬌式好感。
最終於第47話因為看到利斯托爾也離開自己時憤而暴走超獸化，不過在利斯托爾與小譽對其的主動擁抱感知其痛苦之後他漸漸的平靜下來，接著被「大家明天見」徹底淨化。
於最終話與所有暗黑明日社前員工重返2030年的未來。
名字源自於日語的「備用品」及「果子狸」之意。

#### 怪物
終結怪（Oshimaida）
配音：吉田敬太（日本）
本作刺客物質，為黑暗明日社的社員將人類（同一個人可多次成為目標，只是暴躁原因、附身物體及召喚對象不一樣）或動物等生物內心裡的暴躁能量以消極波（Negative Wave）的形式抽取出來後附著在任何物體（甚至是抽取對象自身）之上所製造出來的怪物，脖子上總會掛著公司員工證，而被抽出暴躁能量的對象將會陷入昏迷狀態，被打敗后會說出一句「我要辭職」（ヤメサセテモライマース），隨之消失，陷入昏迷的對象也會甦醒，甦醒過來的人會因暴躁能量的消失而變回樂觀。可以同時抽取多人以提升相關怪物的實力，第36話中更是被特勞姆博士加裝新的強化功能：透過自爆的方式可使周遭的時間停止流動。
名字源自於日語的「終結」之意。
凶猛終結怪（Mou Oshimaida）
配音：吉田敬太（日本）
被特勞姆博士強化的終結怪，無論攻擊及防禦力均比一般終結怪更強，被打敗後會說出一句「讓我辭職吧」（モウヤメサセテモライマース）並隨之消失，其餘與終結怪無異。
名字源自於日語的「已經完結了」之意。
| 集數  | 抽取對象                               | 暴躁原因                                                                                                   | 附著物體                     | 召喚對象   |
| ----- | -------------------------------------- | --- | ---------------------------- | ---------- |
| 1     | 千瀨文人                               | 內富士老師不願收他遲交的作業                                                                               | 學校鐘樓                     | 查拉利特   |
| 2     | 兩名司機                               | 互相吵架誰的車先讓路                                                                                       | 起重機                       |            |
| 3     | 醉漢                                   | 對自己被抱抱的哭聲吵醒感到強烈不滿                                                                         | 氣球                         |            |
| 4     | 梅橋老師                               | 因輝木譽自暴自棄的心態而煩惱                                                                               | 運動服                       |            |
| 5     | 輝木譽                                 | 因被查拉利特看出過去的創傷並說她沒有未來                                                                   | 溜冰鞋                       |            |
| 6     | 咲田真理                               | 因被一名失望的顧客嚴厲責備沒有好好打理花店衛生而情緒低落                                                   | 花盆                         |            |
| 7     | 一條蘭世                               | 因紗綾在試鏡會的表現而忌妒                                                                                 | 電腦主機和螢幕               |            |
| 8     | 駕駛員群                               | 塞車 | 鐵路道口信號燈               |            |
| 9     | 猴子群                                 | 為了搶奪旋律鈴鼓而吵架                                                                                     | 黃瓜                         |            |
| 10    | 章魚燒攤老闆                           | 因為感受到小花的迷惘而感到負面                                                                             | 章魚燒                       |            |
| 11    | 查拉利特                               | 被注入大量的暴躁能量                                                                                       | 無                           |            |
| 12    | 沒有                                   | 由帕普露收集各人少量發出的暴躁能量製造出來                                                                 | 飲料販賣機                   |            |
| 13    | 高中生                                 | 不明 | 摩天大樓                     |            |
| 14    | 吉見麗塔及兩名保育員                   | 前者是因被嬰兒的哭聲吵到導致自己剛剛在腦海中形成的設計靈感被打斷而感到憤怒，後者則是因前者的憤怒而感到困擾 | 手推車                       |            |
| 15    | 一名彈奏電子琴的男子                   | 不明 | 鋼琴、揚聲器和話筒等音響器材 |            |
| 16    | 百井亞紀及十倉純奈                     | 兩人對譽的意見不同而吵架                                                                                   | 校服                         |            |
| 17    | 無                                     | 無 | 無                           |            |
| 18    | 吉見麗塔（第二次）                     | 因為腦子裡沒有即將到來的時裝秀時裝的設計靈感                                                               | 自身                         |            |
| 19    | 愛崎正人                               | 因為對同學若宮安理帶自己的妹妹惠美瑠參加時裝秀走T臺一事感到強烈不滿                                        | 自身                         |            |
| 20    | 經理及樂隊成員                         | 因為樂隊成員與經理在有關創作的問題上意見不同而吵架                                                         | 電吉他                       |            |
| 21    | 清潔工                                 | 因為看到原本綠意盎然的廣場上又多出了很多垃圾讓他來掃而感到垂頭喪氣                                         | 掃把和簸箕                   |            |
| 22    | 帕普露                                 | 由帕普露將自己內心裡的暴躁能量抽取出來後再重新注入進自己的身體裡                                           | 無                           |            |
| 23    | 一位正在用手機打電話的女性             | 因為自己所在的地方信號不良而非常惱火                                                                       | 手機上的骷髏吊飾             |            |
| 24    | 兩名正在夜間泳池游泳的小男孩           | 因為被純奈警告不准在泳池邊追逐打鬧而非常不滿                                                               | 西瓜和足球                   |            |
| 25    | 哈利                                   | 與輝木譽的情節相同，因被比辛看出過去的創傷                                                                 | 自身                         | 比辛       |
| 26    | 一條蘭世（第二次）                     | 因為兒時曾在紗綾主演的『蔬菜少女』廣告中扮演青蔥的那段經歷令她對蔥非常討厭                                 | 攝影機                       |            |
| 27    | 一名女司機                             | 因為看到停車場已經沒有空餘位置停靠自己的車而感到困擾                                                       | 交通錐                       |            |
| 28    | 一名帶著狗的男子                       | 因為擔心自己的狗無法通過審查而感到垂頭喪氣                                                                 | 機器人                       |            |
| 29    | 小酒店老闆                             | 因為被其老婆在一旁指責偷懶而心懷不滿                                                                       | 糖果                         |            |
| 30    | 一名與特勞姆博士打乒乓球的溫泉旅館顧客 | 因為在對決中輸掉而心有不甘                                                                                 | 天狗雕像                     | 特勞姆博士 |
| 31    | 津津和塔庫米                           | 因為擅自盜取特勞姆博士的試作品到處搗亂而被杰洛絲強行合體超獸化作為懲罰                                     | 特勞姆博士的試作型實驗品     | 婕洛絲     |
| 32    | 不明                                   | 不明 | 特勞姆博士的窺探內心裝置     |            |
| 33    | 攝影導演                               | 因為在安理表演期間企圖在幕後進行破壞活動沒能得逞而極度惱火                                                 | 自身                         |            |
| 34    | 便利店職員                             | 因為工作勞累而感到極度疲倦                                                                                 | 沙漏                         |            |
| 35    | 一名開車的上班族                       | 因為自己駕駛的汽車被剮蹭到而惱火                                                                           | 交通錐                       |            |
| 36-37 | 無                                     | 無 | 無                           |            |
| 38    | 一名參加萬聖節慶祝活動的女遊客         | 因為自己的腳後跟被鞋子磨起泡而苦惱                                                                         | 萬聖節鬼怪布偶               |            |
| 39    | 不明                                   | 不明 | 不明                         |            |
| 40    | 不明                                   | 不明 | 香水瓶                       |            |
| 41    | 愛崎獏發                               | 因為看到家人一個接著一個不隨自己願而去而極度惱火並心生怨恨                                                 | 自身＋愛崎家別墅             | 比辛       |
| 42    | 若宮安理                               | 因為遭遇車禍的他無法參加他最重要的花式溜冰大賽而陷入絕望                                                   | 花朵                         |            |
| 43    | 不明                                   | 不明 | 蜻蜓                         |            |
| 44    | 藥師寺麗羅                             | 因為對女兒即將到來的自立感到無所適從                                                                       | 自身                         |            |
| 45    | 婕洛絲                                 | 將特勞姆博士的試作型發明品吞入自己身體中強行超獸化                                                         | 自身                         |            |
| 46    | 無                                     | 無 | 無                           |            |
| 47    | 碧歆                                   | 因為看到利斯托爾也離開自己而感到迷惘強行超獸化                                                             | 自身                         |            |
| 48    | 喬治‧庫萊亞                            | 將自己內心的暴躁能量暴走化之後強制超獸化                                                                   | 自身                         |            |
| 49    | 千瀨文人（第二次）                     | 自己說出「我完蛋了」而影響到特勞姆博士打造重返未來的火車                                                   | 特勞姆博士打造重返未來的火車 | 無         |

### 主角的家人

#### 野乃家
野乃森太郎
配音：間宮康弘（日本）
小花的父親，體格相當壯碩，是家庭生活中心「HuGMaN」的店長。
家中唯一不知道小花是光之美少女的人。
野乃堇
配音：桑谷夏子（日本）
小花的母親，是一名記者，因生育過兩個女兒的關係，對照顧嬰兒方面很有心得。
第3話中她告訴哈利有需要的話可以隨時帶抱抱來野乃家。
第6話時從丈夫口中得知女兒小花等人的職場工作初體驗後，前來花店探望小花，並打算將其製作成專欄報導，隨後因看見紗綾捧花的樣子而想起紗綾的童星身份。
第12話在露露修改記憶下，讓她住進野乃家。
第18話時，雖然從露露那得知自己遭到改寫記憶的真相，但仍舊讓露露住在野乃家。
第48話證實她一直都知道女兒小花是光之美少女一事。
野乃小鳥
配音：佐藤亞美菜（日本）
小花的妹妹，思想相當早熟，總是稱呼姐姐為「小鬼頭」。
第31話中質疑露露是仿生人。
第34話中察覺姐姐小花就是光之美少女。
最終話的2030年成為啦啦隊的教練。
庵野蒲公英
配音：井上喜久子（日本）
小花的祖母，經營著一家名叫「蒲公英堂（たんぽぽ堂）」的日式點心店。
第29話登場時就發現孫女小花是光之美少女，但選擇不說破。
最終話2030年時仍然健在，繼續經營蒲公英堂。
庵野草介
配音：竹內榮治（日本）
小花已故的祖父，當年曾與蒲公英一起經營日式點心店，與蒲公英一起開發出了「希望饅頭」。

#### 藥師寺家
藥師寺修司
配音：田坂浩樹（日本）
紗綾的父親，代替忙碌的妻子麗羅做家務。
藥師寺麗羅
配音：岡本麻彌（日本）
紗綾的母親，知名女演員。
在最終話於台上親自頒發最佳女演員獎座予一條蘭世｡

#### 輝木家
輝木千歲
配音：青山桐子（日本）
小譽的母親，為起重機操作員，在小譽幼時與丈夫離婚。
第43話中於小譽迷惘時進行深夜母女談話，開導了小譽。
輝木千代
配音：片貝薰（日本）
小譽的外祖母。
輝木喜久藏
小譽的外祖父。

#### 愛崎家
愛崎俳吞
配音：野間口徹（日本）
惠美瑠的父親，為古典樂歌手。
愛崎都
配音：池谷伸枝（日本）
惠美瑠的母親，與丈夫同樣為古典樂歌手。
愛崎正人
配音：霜月紫（日本）
惠美瑠的哥哥，外表上個性溫和，彬彬有禮，實際上跟妹妹一樣瞎操心，禁止妹妹接觸電吉他，認為這個根本不適合女孩子，女孩子只適合拉小提琴和彈鋼琴，後來其歪理被露露以事實駁回。
第19話得知其與小花等人同樣就讀於未來學園，為學校的風紀委員且對學生要求極嚴，也得知他同樣禁止妹妹走T臺及當英雄，認為女孩子只該被男孩子守護。
一度被變成終結怪後完全改觀，甚至於第20話不再反對妹妹彈電吉他並給他與露露演唱會門票，還跟此前他一直反感的安理冰釋前嫌。
之後與安理成為好友，並盡己所能地支持著安理，安理傷後復健期間亦時時陪在安理身邊。
於2030年的未來和家人一同在場邊觀賞安理的演出，還接住了安理的飛吻。
愛崎獏發
配音：野田圭一（日本）
惠美瑠的祖父，大型企業「愛崎康采恩」的總裁，思想極度保守古板，強烈反對惠美瑠接觸音樂。雖然之後仍然反對，但這次不阻止任何人的決定。

### 未來學園（）
主角小花等人就讀的學校。
校內似乎設有普通班與體育特昇班兩種班級，並自擁相關體育設施。
根據訪談，校內同時有國中部與國小部。
校名「L'avenir」為法語「未來」的意思。是自『Yes! 光之美少女5』的夢想學園以來，光之美少女系列第二所以法語名為校名的學校。

#### 教師
內富士
配音：浪川大輔（日本）
未來學園的老師。小花等人的班導師。
第27話在家庭生活中心「HuGMaN」打工。
內富士由香
配音：名塚佳織（日本）
內富士的妻子，於第27話中產下一個男嬰。
梅橋
配音：玉木雅士（日本）
未來學園的老師，負責教導體育，曾是輝木譽的花式滑冰教練。
第8話時因看見小譽從過去的陰影中振作起來並完美地作出動作而高興到放聲大哭。

#### 學生
十倉純奈
配音：長繩麻理亞（日本）
小花的同班同學，為學校的風紀委員長。
於最終話與亞紀成為電視相聲組合。
百井亞紀
配音：土師亞文（日本）
同樣為小花的同班同學，極其崇拜小譽並恭敬地稱呼後者為「師父」。
於最終話與純奈成為電視相聲組合。
阿萬野日生
配音：山谷祥生（日本）
同樣為小花的同班同學，隸屬學校吹奏樂部。對花有好感。
最終話實現夢想成為音樂家。
千瀨文人
配音：福原克己（日本）
同樣為小花的同班同學。
最終話成為小花公司的秘書，對於預產期在臨卻不乖乖休息還跑去工作的社長小花感到很頭痛。
若宮安理／無限天使（Wakamiya Anri／Cure Infini）
配音：染谷俊之、依田菜津（童年）（日本）
中學三年級，花式溜冰選手，法日混血兒，父親為法國人，母親為日本人，人稱「滑冰王子」，是小譽兒時的花式溜冰夥伴。
第7話結尾時出現在小譽面前，並曾表示要帶小譽前往莫斯科，但之後在看到小譽的完美表現後放棄，甚至還轉學到未來學園體育特昇班，亦在光之美少女的戰鬥期間從星辰天使的動作得知她們的身份。
認為只要是適合自己穿的，服裝無論是男裝還是女裝也無所謂，也因為這一點一度曾讓他的同學、身為學校風紀委員的惠美瑠哥哥正人極其反感，不過最終於第20話中兩人還是冰釋前嫌。
之後與正人成為好友。
第33話中利斯托爾曾企圖招聘其加入黑暗明日社，但因為被其堅決拒絕而未遂，結尾時疑似受到黑暗明日社的影響。
第42話中他因為遭遇車禍身受重傷無法參加最後的花式溜冰大賽而內心陷入絕望，導致其被利斯托爾趁虛而入變成兇猛終結怪並大肆破壞，但之後在光之美少女眾人的激勵與鼓舞之下他重新想起自己真正的心意擺脫了利斯托爾的控制，更以此獲得奇蹟的力量變身成為光之美少年——無限天使。
「Infini」為法語的「無限」之意，服裝為小花設計給他的演出服。
第42話後的集數出場時由於腳傷未癒，基本上都有使用輔助工具並由正人陪伴在身旁，最終話的未來已痊癒。
於最終話中2030年的未來出現在一場溜冰表演的舞台上，推測其可能回歸花式溜冰領域擔任教練或將其他表演結合花式溜冰。

### 其他角色
一條蘭世
配音：洲崎綾（日本）
自詡為紗綾演藝事業的競爭對手，兒時曾在「蔬菜少女」廣告中扮演青蔥，但仍默默無名。
第7話時與紗綾同樣參加舞台劇試鏡會競選天使一角，但最後被選為天使的對手惡魔。
最終話時於台上獲得由藥師寺麗羅親手頒發之最佳女演員獎座。
吉見麗塔
配音：金太郎。（日本）
第14話登場，天才時尚設計師。
繪里
配音：井澤詩織（日本）
第31話登場，小花以前就讀學校「閃亮之丘學園」的同班同學，隸屬學校啦啦隊部，過去當她在學校裡遭受著其他同學的校園霸凌時，正是當時還在閃亮之丘學園就讀的小花及時站出來怒斥了那些人的無恥行徑從而保護了繪里，但也因此讓小花在閃亮之丘學園裡再也無處容身而不得不轉學。
川上彩
配音：赤尾光（日本）
第35話登場，紗綾在醫院遇到的小女孩，其母親在那家醫院里剖腹產生下了她的弟弟。並於最終話再度出場。

## 光之美少女的用具
光之心（Pretty Heart）
光之美少女的變身道具，有手機模式及心之模式兩種模式可供變換，共有五部。
光之美少女準備變身時會先拿著光之心捂著嘴巴，然後才插入未來水晶進行變身。
未來水晶（Mirai Crystal）
為明日能量的結晶體，同時也是光之美少女的變身道具，可與光之心、未來平板電腦、旋律聖劍、雙子愛心吉他等道具組合使用。
另外可透過未來水晶幫抱抱補充明日能量。
| 未來水晶 | 相關簡介 | 誕生者     | 最初登場集數 |
| -------- | --- | ---------- | ------------ |
| 粉紅色   | 從小花的心中誕生，可變身為喝采天使。 裝上未來平板電腦則可變裝成花卉商販。 | 小花       | 第1話        |
| 藍色     | 從紗綾的心中誕生，可變身為聖潔天使。 裝上未來平板電腦則可變裝成醫生。 | 紗綾       | 第2話        |
| 黃色     | 從小譽的心中誕生，可變身為星辰天使。 此外該水晶曾在第4話瞬間出現但隨後消失，後在第5話才正式取得。 裝上未來平板電腦則可變裝成空服員。                                                                       | 小譽       | 第4話        |
| 海藍     | 從紗綾的心中誕生，可強化心之羽盾。 裝上聖潔豎琴可發動合體必殺技「光之美少女 三重奏響宴」。 裝上未來平板電腦則可變裝成保育員。                                                                              | 紗綾       | 第7話        |
| 橙色     | 從小譽的心中誕生，可強化心之星光。 裝上星辰長笛可發動合體必殺技「光之美少女 三重奏響宴」。 裝上未來平板電腦則可變裝成服務生。                                                                              | 小譽       | 第8話        |
| 玫瑰     | 從小花的心中誕生。 裝上喝采指揮棒可發動合體必殺技「光之美少女 三重奏響宴」。 裝上未來平板電腦則可變裝成畫家。                                                                                              | 小花       | 第11話       |
| 紅色     | 從惠美瑠的心中誕生，可變身為摯愛天使。 裝上未來平板電腦則可變裝成偶像歌手。 | 惠美瑠     | 第20話       |
| 紫色     | 從露露的心中誕生，可變身為愛神天使。 裝上未來平板電腦則可變裝成舞者。 | 露露       | 第20話       |
| 口紅     | 從惠美瑠的心中誕生。 裝上雙子愛心吉他可發動合體必殺技「雙子愛心搖滾波」。 裝上未來平板電腦則可變裝成播報員。                                                                                               | 惠美瑠     | 第22話       |
| 紫羅蘭   | 從露露的心中誕生。 裝上雙子愛心吉他可發動合體必殺技「雙子愛心搖滾波」。 裝上未來平板電腦則可變裝成化妝師。                                                                                                 | 露露       | 第22話       |
| 白       | 用以對抗黑暗明日社及恢復未來世界時間的重要關鍵，由於力量枯竭而暫時由哈利秘密保管著。之後於第39話中因為吸收了小花對未來的期望決心以及抱抱的明日能量而轉換為聖母之心未來水晶。                               | 抱抱       | 第23話       |
| 歡樂     | 從光之美少女們對未來及同伴之間友情的渴望中誕生。 裝上未來平板電腦則可令光之美少女們和抱抱變身為歡樂型態（，Cheerful Style），同時將未來平板電腦轉換為紀念天使時鐘並發動合體必殺技「光之美少女 歡樂攻擊」。 | 光之美少女 | 第31話       |
| 聖母之心 | 由白色未來水晶轉換而來。 裝上未來平板電腦則可令光之美少女們和抱抱變身為聖母之心型態（，Mother Heart Style），同時將未來平板電腦轉換為紀念天使時鐘並配合光之美少女未來手鐲發動合體必殺技「大家明天見」。    | 小花和抱抱 | 第39話       |

未來平板電腦（Mirai Pad）
第3話登場，光之美少女所使用的平板電腦。
只有光之美少女可以使用，能夠提供許多豐富資訊、探測小花等人所需的人或事物，亦可裝上未來水晶來變換裝扮。
變換服裝基本上根據未來水晶的屬性而定，但可能視場合、時間與對象使得服裝的型式方面有著不同的變化。
旋律聖劍（Melody Sword）
第11話登場，最初的三位光之美少女所使用的武器，喝采天使的為「喝采指揮棒（Yell Tact）」，聖潔天使的為「聖潔豎琴（Ange Harp）」，星辰天使的為「星辰長笛（Etoile Flute）」，可發動合體必殺技「光之美少女 三重奏響宴」，也可以發動個人必殺技。
該武器最初誕生時的外形為發光的西洋劍形態，但因小花覺得用劍對抗終結怪的光之美少女不是她所期望的，而使得此武器變成如今的杖形外貌。
雙子愛心吉他（Twin Love Guitar）
第22話登場，摯愛天使和愛神天使所使用的武器，摯愛天使的為「摯愛火箭炮（Macherie Bazooka）」，愛神天使的為「愛神弓箭（Amour Arrow）」，可發動合體必殺技「雙子愛心搖滾波」，也可以發動個人必殺技。
紀念天使時鐘（Memorial Cure Clock）
第31話登場，由未來平板電腦在裝上歡樂未來水晶或聖母之心未來水晶後轉換而來，可令光之美少女和抱抱變身為歡樂型態或聖母之心型態並發動合體必殺技「光之美少女 歡樂攻擊」或「大家明天見」。
光之美少女未來手鐲（Precure Mirai Bracelet）
第37話登場，由光之美少女們親手製作的友誼手鏈加上歷代所有光之美少女們的力量轉換而來，可發動合體必殺技「光之美少女 全心為你」。
是發動合體必殺技「大家明天見」的必需品。而在單獨使用的情況下則可以強化光之美少女們的身體能力，甚至還有發射光波攻擊與展開光盾的功能。
第42話時光之美少女們藉助此物將明日能量傳送給安理，令他變身成為無限天使。之後在第48話也利用此物放大市民們產生的巨量明日能量，使所有人變身成為光之美少女。

## 電視動畫
日本
「擁抱！光之美少女」（HUGっと!プリキュア）
- 播放電視台及時間：朝日電視台，逢星期日早上8時30分至9時
- 播放日期：2018年2月4日—2019年1月27日 全49話

### 製作人員
- 原作：東堂泉
- 製作人：板井昭浩→佐藤有（朝日放送）、梅田和沙（ABC動畫）、矢崎史（ADK）、內藤圭祐（東映動畫）
- 系列導演：佐藤順一、座古明史
- 系列構成：坪田文
- 角色設計：川村敏江
- 美術設計：西田渚
- 色彩設計：佐久間子
- 音樂：林友樹
- 製作擔當：澤守洸、堀越圭文
- 製作協力：東映
- 製作：朝日放送、ABC動畫、ADK、東映動畫

### 主題曲
片頭曲
（第1話～第48話）
作詞：藤本記子（Nostalgic Orchestra），作曲、編曲：福富雅之（Nostalgic Orchestra），主唱：宮本佳那子
第5話中及第49話尾作為插入曲使用。
第6話至第10話片頭曲有使用到「光之美少女 Super Stars！」的部分畫面。
第37話至第40話片頭曲有使用到「電影 擁抱！光之美少女♡光之美少女 All Stars Memories」的部分畫面。
片尾曲
（第1話～第17話、第19話～第21話）
作詞：，作曲、編曲：睦月周平，主唱：喝采天使（引坂理繪）、聖潔天使（本泉莉奈）、星辰天使（小倉唯）
第6話和第7話片尾曲有使用到「光之美少女 Super Stars！」的部分畫面。
（第23話～第35話、第38話～第49話）
作詞：六見純代，作曲、編曲：KOH，主唱：喝采天使（引坂理繪）、聖潔天使（本泉莉奈）、星辰天使（小倉唯）、摯愛天使（田村奈央）、愛神天使（田村由香里）
（第18話）
作詞：坪田文，作曲：藤本記子（Nostalgic Orchestra），編曲：福富雅之（Nostalgic Orchestra），主唱：愛崎惠美瑠（田村奈央）、露露·艾莫爾（田村由香里）、藥師寺紗綾（本泉莉奈）、輝木譽（小倉唯）
第21、28、31、40、49話中作為插入曲使用。
「DANZEN！」（第22話、第36話、第37話）
作詞：青木久美子，作曲：小杉保夫，編曲：高木洋，主唱：五條真由美
本曲為「電影 擁抱！光之美少女♡光之美少女 All Stars Memories」的片尾曲，並且有使用到「電影 擁抱！光之美少女♡光之美少女 All Stars Memories」的片尾舞蹈畫面。
插入曲
（第20話、第21話、第33話）
作詞：兒玉沙織，作曲、編曲：高田曉，主唱：摯愛天使（田村奈央）、愛神天使（田村由香里）
（第24話、第28話、第30話、第33話、第41話）
作詞：eNu，作曲、編曲：R・O・N，主唱：愛崎惠美瑠（田村奈央）、露露·艾莫爾（田村由香里）
（第36話）
作詞：六見純代，作曲：marhy，編曲：村田昭、marhy，歌：林桃子
本曲為《光之美少女：幸福精靈Fresh!》的後期片尾曲。
（第37話）
作詞：青木久美子，作曲：小杉保夫，編曲：佐藤直紀，主唱：五條真由美
本曲為《光之美少女》（初代）的片頭曲。
（第43話）
作詞：山崎寬子，作曲、編曲：永井正道，主唱：星辰天使（小倉唯）

### 各話標題
- 自我介紹標記
  - A：小花(A1)、紗綾(A2)
  - B：小花、紗綾、小譽（和抱抱，以下相同）同時登場，小花作為開始
  - C：小花、紗綾、小譽同時登場，紗綾作為開始
  - D：小譽（並照顧抱抱登場）擔當
  - E：抱抱單獨登場
  - F：小花、紗綾、小譽同時登場
  - G：惠美瑠、露露登場
  - H：小花、紗綾、小譽、惠美瑠、露露（光之美少女5人）同時登場
  - I：《光之美少女：食尚甜心》全體成員及精靈登場亮相之後，由小花單獨登場
  - J：光之美少女5人連抱抱發表新年祝賀

| 話數 | 日文標題 | 中文標題（愛奇藝）                                                 | 中文標題                                           | 劇本       | 分鏡                     | 演出     | 作畫監督                   | 總作畫監督                   | 美術                   | 日本播放日期  | 自我介紹 |
| ---- | -------- | ------------------------------------------------------------------ | -------------------------------------------------- | ---------- | ------------------------ | -------- | -------------------------- | ---------------------------- | ---------------------- | ------------- | -------- |
| 1    |          | 加油 加油 大家！元氣的光之美少女 Cure Yell誕生！                   | 大家一起加油！充滿活力的光之美少女，喝采天使誕生！ | 坪田文     | 座古明史                 | 座古明史 | 太田晃博                   | 宮本繪美子                   | 西田渚                 | 2018年 2月4日 | （沒有） |
| 2    |          | 大家的天使！加油 加油！Cure Ange！                                 | 大家憧憬的天使！加油！聖潔天使！                   | 坪田文     | 佐藤順一                 | 平池綾子 | 增田誠治 仁井學            | 山岡直子                     | 今井美紀               | 2月11日       | A1       |
| 3    |          | 開心？不開心？[小抱] 错误：{{Lang}}：無法辨識代碼 cn（帮助）出門！ | 開不開心啊？帶小抱出門！                           | 村山功     | 角銅博之                 | 村上貴之 | 下谷美保 藤崎真吾          | 宮本繪美子                   | 中林由貴               | 2月18日       | A2       |
| 4    |          | 閃耀吧！挖掘光之美少女大作戰！                                     | 閃耀吧！發掘光之美少女大作戰！                     | 坪田文     | 田中裕太                 | 田中裕太 | 渡邊巧大                   | 山岡直子                     | 倉橋隆                 | 2月25日       | A1       |
| 5    |          | 在空中舞動吧！加油 加油！Cure Etoile！                             | 舞動於天！加油！星辰天使！                         | 坪田文     | 佐藤順一                 | 三上雅人 | 大田和寬                   | 宮本繪美子                   |                        | 3月4日        | A2       |
| 6    |          | 笑容滿開！第一次工作！                                             | 充滿笑容的第一次工作！                             | 廣田光毅   | 角銅博之                 | 角銅博之 | 青山充                     | 山岡直子                     | 大西穰                 | 3月11日       | B        |
| 7    |          | 紗綾的迷茫？真正想做的事是什麼？                                   | 迷惘的紗綾？真正想做的是什麼？                     | 井上亞樹子 | 志水淳兒                 | 志水淳兒 | 上野賢                     | 宮本繪美子                   | 黃國威 本間禎章        | 3月18日       | C        |
| 8    |          | 譽退出！？花滑王子急速接近！                                       | 譽要退出了！？突然接近的溜冰王子！                 | 坪田文     | 菱田正和                 | 平池綾子 | 松浦仁美                   | 山岡直子                     | 山口大悟郎             | 3月25日       | D        |
| 9    |          | 翻過山丘去郊遊吧！Let's・la・hiking！                              | 翻山越嶺郊遊去！Let's la hiking！                  |            | 入好悟                   |          | 赤田信人                   | 宮本繪美子                   | 田中里綠               | 4月1日        | E        |
| 10   |          | 難以置信！無比忙碌的女服務生！                                     | 真不敢相信～！超忙碌的女服務生！                   | 廣田光毅   | 小山賢 三上雅人          | 三上雅人 |                            | 山岡直子                     | 大西穰                 | 4月8日        | F        |
| 11   |          | 我渴望成為的光之美少女！響徹吧！旋律聖劍！                         | 我想成為這樣的光之美少女！旋律聖劍，響徹四方！     | 坪田文     | 畑野森生                 | 畑野森生 | 增田誠治                   | 宮本繪美子                   | 倉橋隆                 | 4月15日       | （沒有） |
| 12   |          | 心跳加速！大家一起辦睡衣派對！                                     | 心動時分！大家來辦睡衣派對吧！                     | 村山功     | 關曉子                   | 關曉子   | 池內直子 森亞彌子 濱口頌平 | 山岡直子                     | 山口大悟郎             | 4月22日       | F        |
| 13   |          | 轉學生新鮮＆神秘！                                                 | 新鮮又神秘的轉學生！                               | 田中仁     | 角銅博之                 | 角銅博之 | 青山充                     | 宮本繪美子                   | 飯野敏典               | 4月29日       | F        |
| 14   |          | 哈啾！燦爛的嬰兒微笑！                                             | 超可愛～小嬰兒們充滿笑容！                         | 廣田光毅   | 志水淳兒                 | 志水淳兒 | 生田目康裕                 | 山岡直子                     | 大西穰                 | 5月6日        | F        |
| 15   |          | 奇妙組合…？惠美瑠和露露的一天                                      | 迷之組合……？繪美瑠與露露的一天                     | 成田良美   | 田中裕太                 | 田中裕太 | 大田和寬                   | 宮本繪美子                   | 田中里綠 本間禎章      | 5月13日       | F        |
| 16   |          | 大家的領袖！？譽師父很辛苦哦                                       | 大家的標竿！？譽師父真是辛苦啊                     | 村山功     | 渡邊巧大                 | 川崎弘二 | 渡邊巧大                   | 山岡直子                     | 山口大悟郎             | 5月20日       | F        |
| 17   |          | 悲哀的噪波…再見了 露露                                             | 悲哀的噪音……再見了，露露                           | 田中仁     | 八島善孝                 |          | 上野賢                     | 宮本繪美子                   | 黃國威                 | 5月27日       | （沒有） |
| 18   |          | 反差組合！心靈的旋律！                                             | 充滿反差的組合！心中的旋律！                       | 坪中仁文   | 宮元宏彰                 | 宮元宏彰 |                            | 山岡直子                     | 今井美紀               | 6月3日        | F        |
| 19   |          | 興奮不已！讓人嚮往的T臺出道！？                                    | 好興奮！令人憧憬的走秀出道！                       | 坪田文     | 角銅博之                 | 角銅博之 | 青山充                     | 宮本繪美子                   | 飯野敏典               | 6月10日       | F        |
| 20   |          | Cure Macherie 和 Cure Amour！加油 加油！愛的光之美少女！           | 摯愛天使和愛神天使！加油！愛的光之美少女！         | 坪田文     | 佐藤順一                 | 三上雅人 | 松浦仁美                   | 山岡直子                     | 山口大悟郎             | 6月17日       | （沒有） |
| 21   |          | 大暴走？惠美瑠想成為的光之美少女！                                 | 失控了？繪美瑠憧憬的光之美少女！                   | 廣田光毅   | 關曉子                   | 關曉子   | 池內直子 森亞彌子          | 宮本繪美子                   | 田中里綠               | 6月24日       | G        |
| 22   |          | 兩個人的愛之歌！傳達吧！雙子愛心吉他！                             | 傳遞兩人的愛之歌！雙子愛心吉他！                   | 成田良美   | 座古明史                 | 平池綾子 | 為我井克美                 | 山岡直子                     | 今井美紀 李凡善 西田渚 | 7月1日        | G        |
| 23   |          | 最大的危機！庫萊伊董事長現身！                                     | 最大的危機！庫萊伊董事長現身！                     | 坪田文     | 志水淳兒                 | 志水淳兒 | 赤田信人                   | 宮本繪美子                   | 黃國威                 | 7月8日        | （沒有） |
| 24   |          | 活力飛濺！魅惑的夜間泳池！                                         | 滿滿的活力！充滿魅力的夜間泳池！                   | 村山功     | 畑野森生                 | 畑野森生 | 高橋晃                     | 山岡直子                     | 山口大悟郎             | 7月15日       | H        |
| 25   |          | 夏日祭和煙花和哈利的秘密                                           | 夏日祭典與煙火與哈利的秘密                         | 田中仁     | 角銅博之                 | 角銅博之 | 青山充                     | 宮本繪美子                   | 李凡善                 | 7月22日       | H        |
| 26   |          | 緊跟大牌女星！紗綾和媽媽                                           | 跟著大牌女演員走！紗綾與媽媽                       | 成田良美   | 田中裕太                 | 田中裕太 | 美馬健二                   | 山岡直子                     | 飯野敏典               | 7月29日       | H        |
| 27   |          | 老師的爸爸修行！你好呀 小寶貝！                                    | 老師想學著當爸爸！小嬰兒你好！                     | 廣田光毅   | 川崎弘二                 | 川崎弘二 |                            | 宮本繪美子                   | 今井美紀               | 8月12日       | H        |
| 28   |          | 抓住那孩子的心♡加油 加油！咬咬！                                   | 抓住那孩子的心吧♡咬咬加油！                        | 井上亞樹子 | 村上貴之                 |          | 生田目康裕                 | 山岡直子                     | 山口大悟郎             | 8月19日       | H        |
| 29   |          | 在這裡完美呈現！奶奶充滿幹勁的食譜！                               | 一決勝負吧！奶奶的幹勁食譜！                       |            | 平池綾子                 | 平池綾子 | 上野賢                     | 宮本繪美子                   | 田中里綠               | 8月26日       | （沒有） |
| 30   |          | 環遊世界GOGO！大家的暑假！                                         | 環遊世界GOGO！大家的暑假！                         | 村山功     | 關曉子                   | 關曉子   | 池內直子 森亞彌子 小川一郎 | 山岡直子                     | 李凡善                 | 9月2日        | H        |
| 31   |          | 時間啊 前進吧！紀念天使時鐘誕生！                                  | 讓時間繼續往前！紀念天使時鐘誕生！                 | 坪田文     | 角銅博之                 | 角銅博之 | 板岡錦                     | 宮本繪美子                   | 黃國威                 | 9月9日        | H        |
| 32   |          | 這是魔法？譽是人魚公主！                                           | 魔法嗎？譽變成了人魚公主！                         | 田中仁     | 村上貴之                 | 三上雅人 | 高橋晃                     | 山岡直子                     | 山口大悟郎             | 9月16日       | （沒有） |
| 33   |          | 特別注意！黑暗明日公司的錄用活動！？                               | 必須小心！黑暗明日社的徵才活動！                   | 坪田文     | 鎌谷悠                   | 鎌谷悠   | 松浦仁美                   | 宮本繪美子                   | 今井美紀               | 9月23日       | （沒有） |
| 34   |          | 名偵探小鳥！調查姐姐吧！                                           | 名偵探小鳥！調查對象是姐姐！                       |            | 志水淳兒                 | 志水淳兒 | 赤田信人                   | 山岡直子                     | 飯野敏典               | 9月30日       | H        |
| 35   |          | 生命的光輝！紗綾成了醫生？                                         | 生命的光芒！紗綾當醫生？                           | 廣田光毅   | 畑野森生                 | 畑野森生 | 美馬健二                   | 宮本繪美子                   | 李凡善                 | 10月7日       | （沒有） |
| 36   |          | 加油 加油！傳說的光之美少女大集合！！                              | 加油！傳說中的光之美少女大集合！                   | 村山功     | 村上貴之                 |          |                            | 山岡直子 宮本繪美子          | 山口大悟郎             | 10月14日      | I        |
| 37   |          | 朝向未來！光之美少女·All·For·You！                                 | 邁向未來！光之美少女 全心為你！                    | 村山功     | 田中裕太                 | 田中裕太 | 青山充                     | 宮本繪美子                   | 田中里綠               | 10月21日      | （沒有） |
| 38   |          | 幸福充能！萬聖節快樂！                                             | 填充幸福！萬聖節快樂！                             | 橫手美智子 | 平池綾子                 | 平池綾子 | 上野賢                     | 山岡直子                     | 今井美紀               | 10月28日      | （沒有） |
| 39   |          | 為了明天…！大家一起Tomorrow！                                      | 為了明天……！大家明天劍！                           | 坪田文     | 座古明史                 | 川崎弘二 | 高橋晃                     | 宮本繪美子                   | 黃國威                 | 11月11日      | H        |
| 40   |          | 露露的爸爸！？Amour所代表的是…                                     | 露露的爸爸！Amour背後的意思……                      | 坪田文     | 角銅博之                 | 朝倉舞彩 | 增田誠治                   | 山岡直子                     | 李凡善                 | 11月18日      | （沒有） |
| 41   |          | 惠美瑠的夢想 靈魂要大聲吶喊！                                      | 繪美瑠的夢想是，大聲喊出靈魂的旋律！               | 坪田文     | 關曉子                   | 關曉子   | 池內直子 森亞彌子          | 宮本繪美子                   | 大西穰                 | 11月25日      | （沒有） |
| 42   |          | 交換聲援！這就是我的應援！！                                       | 與喝采天使做交換！這就是我加油打氣的方式！！       | 坪田文     | 菱田正和 三上雅人        | 三上雅人 | 赤田信人                   | 山岡直子                     | 飯野敏典               | 12月2日       | （沒有） |
| 43   |          | 閃耀的星之戀心。譽的起點。                                         | 閃耀之星的戀愛之心。譽的起點。                     | 坪田文     | 佐藤順一                 | 岩井隆央 | 生田目康裕                 | 宮本繪美子                   | 今井美紀               | 12月9日       | （沒有） |
| 44   |          | 走上夢與決斷的旅程！紗綾的大冒險！                                 | 走上夢想與訣別之旅！紗綾的大冒險！                 | 坪田文     | 志水淳兒                 | 志水淳兒 | 美馬健二                   | 山岡直子                     | 田中里綠               | 12月16日      | （沒有） |
| 45   |          | 和大家一起擁抱！快樂聖誕☆                                          | 擁抱大家！聖誕節快樂☆                              | 坪田文     | 角銅博之                 | 角銅博之 | 青山充                     | 宮本繪美子                   | 大西穰                 | 12月23日      | （沒有） |
| 46   |          | 庫萊伊再臨！永恆綻放的理想之花                                     | 庫萊伊再度現身！永不凋謝的理想之花                 | 坪田文     | 村上貴之                 | 村上貴之 | 下谷美保 中谷友紀子        | 山岡直子                     | 李凡善                 | 2019年 1月6日 | J        |
| 47   |          | 最終決戰！取回大家的明天！                                         | 最終決戰！取回大家的明天！                         | 坪田文     | 川崎弘二                 | 川崎弘二 | 宮本繪美子 山岡直子        | 宮本繪美子 山岡直子          | 黃國威                 | 1月13日       | （沒有） |
| 48   |          | 可以達成任何事！可以成為任何人！加油 加油 我自己！                 | 無所不能！樣樣精通！加油啊，我自己！               | 坪田文     | 座古明史                 | 座古明史 | 川村敏江                   | 川村敏江                     | 西田渚                 | 1月20日       | A1       |
| 49   |          | 抱緊閃耀的未來                                                     | 緊緊擁抱光輝璀璨的未來                             | 坪田文     | 佐藤順一 座古明史 坪田文 | 岩井隆央 |                            | 川村敏江 宮本繪美子 山岡直子 | 西田渚                 | 1月27日       | A1       |

### 播放電視台
| 播放電視台   | 播放日期                     | 播放時間             | 所屬聯播網     | 備註    |
| ------------ | ---------------------------- | -------------------- | -------------- | ------- |
| 朝日放送     | 2018年2月4日 - 2019年1月27日 | 星期日 08:30 - 09:00 | 朝日電視台系列 | 同時    |
| 朝日電視台   | 2018年2月4日 - 2019年1月27日 | 星期日 08:30 - 09:00 | 朝日電視台系列 | 同時    |
| 名古屋電視台 | 2018年2月4日 - 2019年1月27日 | 星期日 08:30 - 09:00 | 朝日電視台系列 | 同時    |
| 新潟電視台21 | 2018年2月4日 - 2019年1月27日 | 星期日 08:30 - 09:00 | 朝日電視台系列 | 同時    |
| 長崎文化放送 | 2018年2月4日 - 2019年1月27日 | 星期日 08:30 - 09:00 | 朝日電視台系列 | 同時    |
| 山陰放送     | 2018年2月10日 - 2019年2月2日 | 星期六 11:15 - 11:45 | TBS系列        | 延遲6日 |

| 日本 朝日放送電視台和朝日電視台系列 星期日 08:30—09:00         | 日本 朝日放送電視台和朝日電視台系列 星期日 08:30—09:00   | 日本 朝日放送電視台和朝日電視台系列 星期日 08:30—09:00 |
| -------------------------------------------------------------- | -------------------------------------------------------- | ------------------------------------------------------ |
|                                                                | HUG! 光之美少女 （2018年2月4日—2019年1月27日）           |                                                        |
| KiraKira☆光之美少女 A La Mode （2017年2月5日 - 2018年1月28日） | Star☆Twinkle 光之美少女 （2019年2月3日 - 2020年1月26日） |                                                        |

## 劇場版

### Super Stars
主條目：Super Stars
- Super Stars!在本作播出初期上映，因此以本作故事初期設定為準。

光之美少女 Super Stars!

### All Stars 系列電影
主條目：All Stars 系列電影
- All Stars Memories在本作播出後期上映，因此以本作故事後期設定為準。

HUG！光之美少女♡光之美少女 All Stars Memories
光之美少女 All Stars F

### Miracle Universe
- Miracle Universe在本作播出完結後及《星光閃亮☆光之美少女》 播放時上映，因此以本作故事後期設定為準。

主條目：Miracle Universe
光之美少女 Miracle Universe

### Miracle Leap
主條目：Miracle Leap 系列電影
光之美少女 Miracle Leap 與大家不可思議的一天

## 社會影響

### 第一位男性角色變身引發議論
本作第19集，若宮安理受邀參加某個頂級時尚品牌的時裝表演（天橋秀），他本人作為特別模特出席，不過愛崎惠美瑠的哥哥愛崎正人，反對惠美瑠走T臺及當英雄，而且認為女孩子只該被男孩子守護，後來若宮安理的出現，並告訴愛崎正人自己會貫徹自己的個人愛好，不會浪費時間浪費人生壓抑自己的內心。
之後又在本作第42集，若宮安理在光之美少女們的幫助之下變身成光之美少女，是系列作15年來第一位男性的光之美少女，播出後在網上引發熱議，網友紛紛回應「美好的時代來臨了」、「我終於可以把夢想寫出來了！」，也有部分網友持反對意見，日本Yahoo則湧入上千留言力挺，認為是很好的教育題材。

### 剖腹產議題
本作第35集因提到剖腹產，引發不少討論，當天在「X」出現兩個熱門關鍵字：「#precure」和「#帝王切開」（帝王切開是剖腹產的和式漢字），也讓全日本的媽媽感動不已，而一些日本媽媽也分享自己剖腹產的經歷，希望大家不要再認為剖腹產是失敗者。

## 外部連結
- （日語）擁抱！光之美少女（ABC） （页面存档备份，存于）
- （日語）擁抱！光之美少女（東映動畫） （页面存档备份，存于）
- （日語）擁抱！光之美少女（萬代）（页面存档备份，存于）
- （日語）光之美少女15周年官方網站（页面存档备份，存于）
- プリキュア_ＨＵＧっと！プリキュア公式_キュアスタ的Instagram帳戶